# Мартин (Џорџија)
Мартин (енгл. Martin) град је у америчкој савезној држави Џорџија. По попису становништва из 2010. у њему је живело 381 становника.

## Демографија
Према попису становништва из 2010. у граду је живело 381 становника, што је 70 (22,5%) становника више него 2000. године.
| Група             | 2000.       | 2010.       |
| Белци             | 222 (71,4%) | 312 (81,9%) |
| Афроамериканци    | 82 (26,4%)  | 59 (15,5%)  |
| Азијати           | 3 (1,0%)    | 0 (0,0%)    |
| Хиспаноамериканци | 2 (0,6%)    | 6 (1,6%)    |
| Укупно            | 311         | 381         |